# 海岸航空线铁路
海岸航空线铁路（英語：Seaboard Air Line Railroad，报告代码：SAL）是美国铁路运输史上一家重要的一级铁路公司，存在于1900年4月14日至1967年6月30日，在其营运期间通称为海岸铁路（英語：Seaboard Railroad）。海岸航空线铁路的前身可追溯至1830年代的朴茨茅斯和罗阿诺克铁路等早期的铁路公司，这些公司在美国南北战争后经历了多次重组，最终于1900年合并成为海岸航空线铁路。公司的总部最初设在弗吉尼亚州的朴次茅斯，直到1958年才搬迁至里士满。
1925年底，海岸航空线铁路的营业里程达到3,929英里（不包括其附属铁路），到1960年底扩展至4,135英里。海岸航空线铁路主线从弗吉尼亚州的里士满出发，经由北卡罗来纳州的罗利、南卡罗来纳州的哥伦比亚、乔治亚州的萨凡纳以及佛罗里达州的杰克逊维尔，最终抵达佛罗里达州的坦帕。杰克逊维尔是海岸航空线铁路进入佛罗里达州的主要枢纽，旅客通常在此换乘佛罗里达东海岸铁路的列车前往佛罗里达东南部的沿海城市。后来，海岸航空线铁路由坦帕继续延伸至坦帕湾区的圣彼得堡，并于1927年从怀尔德伍德向南扩展至西棕榈滩和迈阿密。海岸航空线铁路与大西洋海岸线铁路、佛罗里达东海岸铁路以及南方铁路共同推动了美国东南部的经济发展，特别是在20世纪上半叶对佛罗里达州的影响尤为深远。海岸航空线铁路的列车不仅将北方游客带往佛罗里达的度假胜地，还将南方的木材、矿产及农产品，尤其是佛罗里达州的柑橘类水果，输送至北方市场。
海岸航空线铁路除主线外，还经营其他几条重要路线，包括从杰克逊维尔经塔拉哈西通往查塔胡奇，与路易斯维尔和纳什维尔铁路连接，从而提供通往新奥尔良的客运服务。此外，海岸航空线铁路的铁路网络还包括从北卡罗来纳州的哈姆雷特延伸至佐治亚州亚特兰大和阿拉巴马州伯明翰的路线，以及从北卡罗来纳州的诺莱纳通往弗吉尼亚州朴次茅斯的路线，这也是海岸航空线铁路当中历史最悠久的路线。1967年7月1日，它与长期竞争对手大西洋海岸线铁路公司合并，组建了海岸沿海线铁路。到了1980年代，随着美国南部多家大型铁路公司的合并，海岸沿海线铁路成为海岸系统铁路的一部分。此后，该系统进一步加入CSX运输公司，成为其庞大铁路网络的一部分。如今，原属海岸航空线铁路的部分路线仍由CSX营运，继续在美国东南部的运输和经济发展中发挥作用。

## 历史

### 朴茨茅斯和罗阿诺克铁路
海岸航空线铁路的历史可以追溯到1832年3月8日，当时弗吉尼亚州和北卡罗来纳州的立法机构批准成立朴茨茅斯和罗阿诺克铁路（Portsmouth and Roanoke Railroad）。该铁路的目标是修建一条连接弗吉尼亚州朴次茅斯和北卡罗来纳州罗阿诺克河港口韦尔登的铁路，以促进南北之间的贸易运输。在铁路建设初期，该线采用马匹牵引列车，直到1834年9月4日，第一列由蒸汽机车牵引的火车正式投入服务，每日两班，往返于朴次茅斯和弗吉尼亚州萨福克之间，全长17英里。至1837年6月，铁路终于修建至韦尔登，并于此地与威尔明顿和罗利铁路（Wilmington and Raleigh Railroad）连接，使得南北铁路交通更加便利。
然而，由于财务困难，朴茨茅斯和罗阿诺克铁路在1846年进行了重组，并更名为海岸和罗阿诺克铁路（Seaboard and Roanoke Railroad），又被称为海岸铁路（Seaboard Road）。1847年7月5日，该公司正式依据弗吉尼亚州法律成立，并于1848年和1849年与罗阿诺克铁路公司（Roanoke Railroad Company）合并，这次合并得到了弗吉尼亚州和北卡罗来纳州议会的批准，为后来的海岸航空线铁路奠定了基础。

### 罗利和加斯顿铁路
与此同时，罗利和加斯顿铁路（Raleigh and Gaston Railroad）也在不断发展。该铁路于1836年11月1日开始建设，并于1840年3月21日建成通车。1853年，罗利和加斯顿铁路与海岸和罗阿诺克铁路在韦尔登接轨，从而形成了一条从弗吉尼亚州朴次茅斯到北卡罗来纳州罗利的176英里长的铁路运输通道。值得注意的是，这两条铁路均采用标准轨距（4英尺8.5英寸，1,435毫米），而当时美国南方的大部分铁路采用的是宽轨轨距（5英尺，1,524毫米）。因此，这两家铁路公司的列车可以直接过轨运行在彼此的铁路上，避免了货物换装和旅客换乘的麻烦，提高了运输效率。
1850年代，海岸航空线铁路的前身，包括海岸和罗阿诺克铁路、罗利和加斯顿铁路等，在弗吉尼亚州和北卡罗来纳州之间的运输网络已经较为成熟。这些铁路不仅承载着大量旅客，还运输大量从皮埃蒙特地区生产的棉花、烟草和农产品，将其送往朴次茅斯的港口，出口至北方和欧洲市场。然而，1861年爆发的美国南北战争给南方的铁路系统带来了巨大的破坏。由于铁路是战略运输的重要组成部分，联邦军和邦联军均试图摧毁对方的铁路基础设施，以切断补给线。海岸和罗阿诺克铁路、罗利和加斯顿铁路的桥梁和轨道在战火中多次被毁，导致运输一度中断，战争结束时，许多路段已经无法运行。

### 南北战争后的重建和整合
战争结束后，美国南方的铁路系统急需修复，以恢复经济和交通。为尽快恢复商业流通，弗吉尼亚州政府投入巨资重建铁路。与此同时，蒙丘尔·罗宾逊（Moncure Robinson）和亚历山大·博伊德·安德鲁斯（Alexander Boyd Andrews）开始建构海岸内陆航空线铁路（Seaboard Inland Air Line），以连接乔治亚州、南卡罗来纳州和弗吉尼亚州。他们的目标是打造一条完整的南北铁路通道，抗衡北方资本对南方铁路的控制。这一时期，铁路建设和重组的过程中充满政治斗争。宾夕法尼亚铁路总裁托马斯·A·斯科特（Thomas A. Scott）试图控制战后的切萨皮克与俄亥俄铁路，并与南方州份的非裔政治家合作，推动铁路向更南方扩展。然而，斯科特的南下扩张计划遭到强烈反对，包括与前南方邦联将军、后来的共和党政治家威廉·马霍恩的对抗。此外，南方铁路建设过程中，三K党针对非裔工人而制造的暴力事件频繁发生，使得铁路重建充满挑战。
到1870年代，海岸航空线铁路的前身公司逐步恢复运营，并进行合并与扩展。其中，罗利与加斯顿铁路在1871年收购了罗利和奥古斯塔航空线铁路（Raleigh and Augusta Air-Line Railroad）。罗利和奥古斯塔航空线铁路的历史可以追溯到1855年2月14日，当时北卡罗来纳州政府批准成立查塔姆铁路（Chatham Railroad），其目标是修建一条连接深河煤田（位于现北卡罗来纳州费耶特维尔西北约 40英里）与北卡罗来纳州罗利或某一交汇点的铁路。然而，由于种种原因，这一工程进展缓慢，最终于1871年重组为罗利与奥古斯塔航空线铁路。1877年，该铁路终于延伸至哈姆雷特，这里后来成为海岸航空线铁路的重要枢纽。自此，海岸航空线铁路的这些前身公司形成了一个涵盖多个重要城市的竞争性铁路网络。这一时期，南方的经济正在快速增长，棉花、农业、纺织业和制造业逐步崛起，铁路成为了推动这些产业发展的关键力量。

### 海岸航空线系统的形成

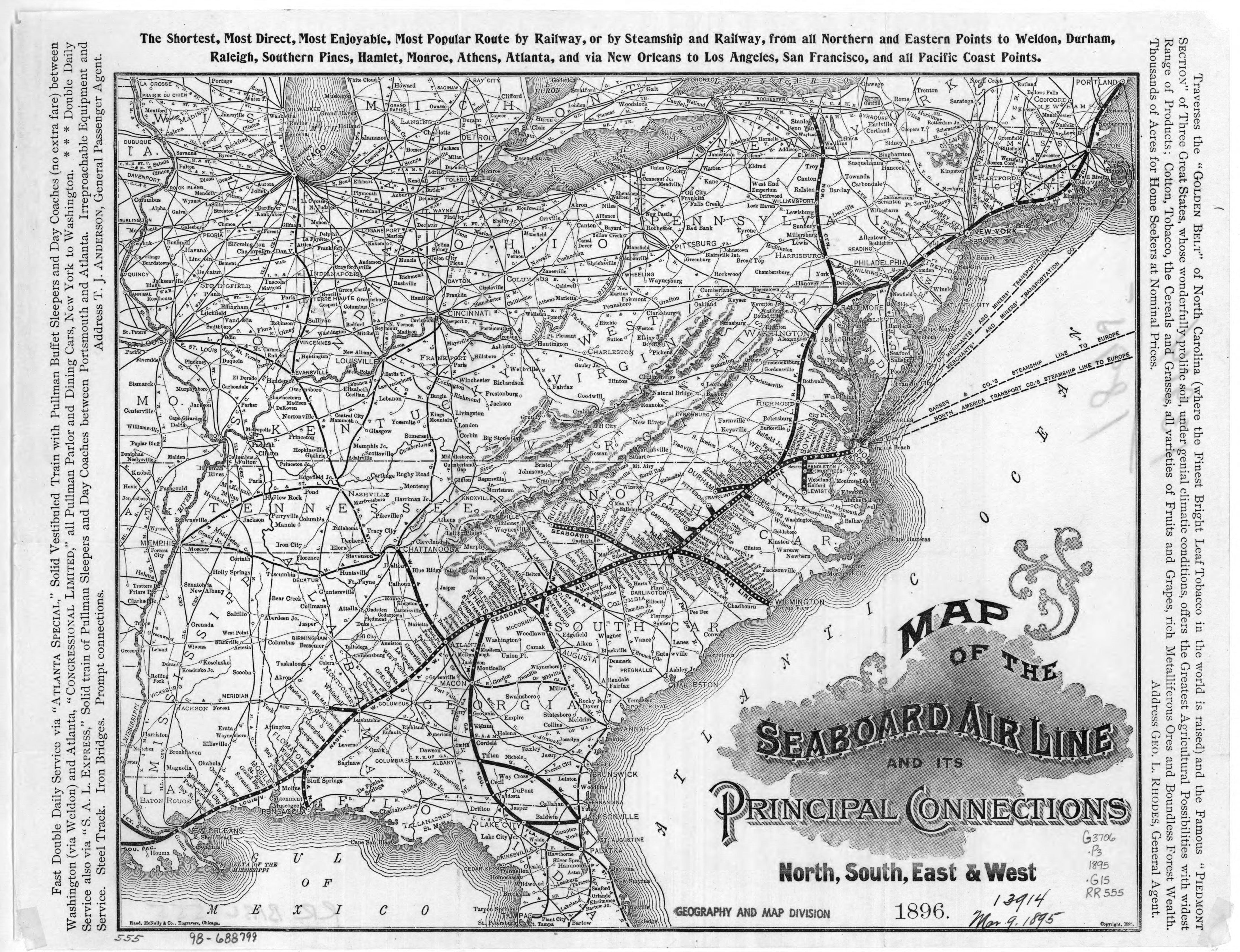
1896年的海岸航空线系统铁路地图，显示了1900年合并为单一公司之前的路线。

然而，1873年经济大恐慌使铁路行业受到冲击，罗利和加斯顿铁路及其子公司陷入财务危机。此时，海岸和罗阿诺克铁路的总裁约翰·M·罗宾逊（John M. Robinson）接管了这些铁路，成为所有三家铁路公司的总裁，并于1875年取得财务控制权。到1881年，海岸和罗阿诺克铁路、罗利和加斯顿铁路及其附属铁路已经形成了一个联合营运的系统。为了市场推广，这些铁路被合称为海岸航空线系统（Seaboard Air-Line System），这一名称结合了两家公司的昵称，包括海岸和罗阿诺克铁路的“海岸”（Seaboard）、罗利和加斯顿铁路的“航空线”（Air-Line），象征着快速、高效的铁路运输网络。在航空旅行尚未普及的19世纪，“航空线”（Air Line）这个术语并非指与飞机相关的交通方式，而是用来描述两个地点之间的最短距离。在地图上，这通常表现为一条笔直的直线，穿越地形障碍，就如乌鸦飞行（as the crow flies）的路径。因此，许多19世纪的铁路公司在命名时采用“航空线”这一术语，以强调他们的铁路路线比竞争对手更直接、快捷，能够提供更高效的运输服务。
进入1880年代后，海岸航空线系统的扩张进入新的阶段。1883年，罗宾逊收购了卡罗来纳中部铁路（Carolina Central Railroad），将铁路从北卡罗来纳州的拉瑟福顿连接到威尔明顿，并通过夏洛特和哈姆雷特形成新的铁路通道。到1887年，这条铁路正式投入营运，使海岸航空线系统的网络进一步完善。在向南扩张的过程中，海岸航空线铁路还收购了乔治亚、卡罗来纳和北方铁路（Georgia, Carolina and Northern Railway），目标是将线路延伸至乔治亚州首府亚特兰大。该铁路于1887年开始建设，并于1892年到达亚特兰大东部的英曼公园。然而，由于当地政府法令限制，海岸航空线系统的铁路无法直接进入亚特兰大市区。为了解决这一问题，公司于1892年成立了海岸航空线环城铁路（Seaboard Air Line Belt Railroad），修建一条8英里的支线连接到纳什维尔、查塔努加和圣路易斯铁路（Nashville, Chattanooga & St. Louis Railroad），并利用迪克西线（Dixie Line）的路权，将海岸航空线系统的列车带入亚特兰大市中心。
1890年代，海岸航空线系统迎来了它的黄金时代，特别是在铁路客运服务方面表现突出。海岸航空线特快号列车（S.A.L. Express）每日往返亚特兰大和朴次茅斯，旅客可以在朴次茅斯换乘蒸汽船，直接前往巴尔的摩、费城和纽约。此外，亚特兰大特快号列车（Atlanta Special）是海岸航空线系统的旗舰列车，每日往返于亚特兰大和华盛顿，经由海岸航空线系统、大西洋海岸线铁路、里士满、弗雷德里克堡和波托马克铁路运行，提供更便捷的直通客运服务。到1898年，海岸航空线系统通过其附属公司里士满、彼得斯堡和卡罗来纳铁路（Richmond, Petersburg and Carolina Railroad）完成了从诺利纳到里士满的铁路，从而形成了一条由亚特兰大至里士满、完全属于海岸航空线系统的铁路通道。这标志着海岸航空线铁路的铁路网基本成型，为1900年正式成立海岸航空线铁路公司奠定了基础。

### 海岸系统进军佛罗里达
海岸航空线铁路在佛罗里达州的历史可以追溯到19世纪中叶，当时多个铁路公司在该地区兴建线路，这些铁路的建设和发展为日后海岸航空线铁路的形成奠定了基础。佛罗里达州最早的铁路之一是佛罗里达、大西洋和海湾中部铁路（Florida, Atlantic and Gulf Central Railroad），该铁路于1860年建成，连接杰克逊维尔和莱克城。同年，佛罗里达铁路（Florida Railroad）也投入营运，这条铁路从杰克逊维尔北部的费南迪纳出发，向西南延伸至墨西哥湾沿岸的锡达礁（Cedar Key），这条横贯佛罗里达北部的铁路为东西向的货运和客运提供了重要的通道。
与此同时，彭萨科拉和乔治亚铁路（Pensacola and Georgia Railroad）也在扩展其网络。到1863年，已建成一条从昆西经塔拉哈西至莱克城的铁路，并在莱克城与佛罗里达、大西洋和海湾中部铁路接轨。佛罗里达州北部的铁路网逐渐形成，并成为日后海岸航空线铁路系统的一部分。南北战争对这些铁路造成了严重破坏。战时，铁路桥梁和轨道多次遭到交战双方的摧毁，运输能力大幅下降，经济活动受到严重影响。战后，佛罗里达的铁路逐步重建，并经历了一系列的兼并与重组。
1868年，佛罗里达的部分铁路被“提包客”（战后来到南方的北方投资者）收购。其中，彭萨科拉和乔治亚铁路被更名为杰克逊维尔、彭萨科拉和莫比尔铁路（Jacksonville, Pensacola and Mobile Railroad），而佛罗里达、大西洋和海湾中部铁路则改名为佛罗里达中部铁路（Florida Central Railroad）。1871年，佛罗里达铁路改组为大西洋、海湾和西印度运输公司（Atlantic, Gulf and West India Transit Company），并通过两个子公司——半岛铁路（Peninsular Railroad）和热带佛罗里达铁路（Tropical Florida Railroad），开辟了通往奥卡拉、坦帕和怀尔德伍德的新线路。这些铁路的建设促进了佛罗里达半岛内部的交通联系，并推动了地区经济的发展。
1881年，英国投资者爱德华·里德爵士（Edward Reed）收购了大西洋、海湾和西印度运输公司及其子公司，并将其重组为佛罗里达运输公司（Florida Transit Company）。次年，他又收购了杰克逊维尔、彭萨科拉和莫比尔铁路及其子公司佛罗里达中部铁路，并将其合并为佛罗里达中部和西部铁路（Florida Central and Western Railroad）。1883年，里德再次对佛罗里达交通公司进行改组，成立了佛罗里达交通和半岛铁路（Florida Transit and Peninsular Railroad）。1884年，里德将佛罗里达的主要铁路公司合并为一个更大的实体，即佛罗里达铁路及航运公司（Florida Railway and Navigation Company），使其成为当时佛罗里达州最大的铁路系统。到1886年，该公司再次改组，成为佛罗里达中部和半岛铁路（Florida Central and Peninsular Railroad），这一铁路公司后来成为海岸航空线系统进入佛罗里达州的重要组成部分。
1892年，佛罗里达中部和半岛铁路开始建设一条新线，从杰克逊维尔向北延伸至佐治亚州萨凡纳。同年，该公司租用了南向铁路（South Bound Railroad），该铁路从萨凡纳通往南卡罗来纳州的哥伦比亚。1893年，这条新建铁路完工，使佛罗里达中部和半岛铁路的运业里程突破1000英里，并形成了一条从南卡罗来纳州与里士满和丹维尔铁路（Richmond and Danville Railroad）连接的捷径线，大大缩短了从纽约到坦帕的旅行时间。这一发展使佛罗里达州更加紧密地融入东部铁路网，为日后的铁路竞争奠定了基础
。
而在同一时期，海岸航空线系统在在19世纪最后二十年中，逐步建立了通往佛罗里达州的铁路网络。1885年至1887年，帕尔梅托铁路（Palmetto Railroad）从北卡罗来纳州哈姆雷特向南延伸至南卡罗来纳州奇罗。1895年，海岸航空线系统接管该铁路并将其延伸至哥伦比亚。同年，萨凡纳、阿美里克斯和蒙哥马利铁路（Savannah, Americus and Montgomery Railway）被一个由里士满银行家约翰·L·威廉姆斯（John L. Williams）及其儿子约翰·斯凯尔顿·威廉姆斯（John Skelton Williams）领导的财团收购，并更名为乔治亚和阿拉巴马铁路（Georgia and Alabama Railway）。1899年1月，威廉姆斯财团收购了海岸和罗阿诺克铁路的控股权，从而掌控了海岸航空线系统中的各家子公司.。同年2月，海岸航空线系统的所有资产正式移交给威廉姆斯财团，标志着该铁路公司进入佛罗里达市场的最后一步。1899年4月，在正式接管海岸系统的两个月后，威廉姆斯财团以350万美元的价格购买了佛罗里达中部和半岛铁路的控股权。这一举措使海岸航空线系统能够在佛罗里达州开展更大规模的扩张，并与佛罗里达东海岸铁路和其他主要铁路公司直接竞争。

### 海岸航空线铁路成立初期

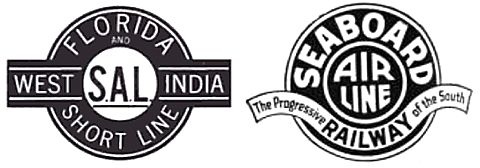
海岸航空线铁路在广告中使用的两个早期标志，分别出现于1900年和1916年左右。

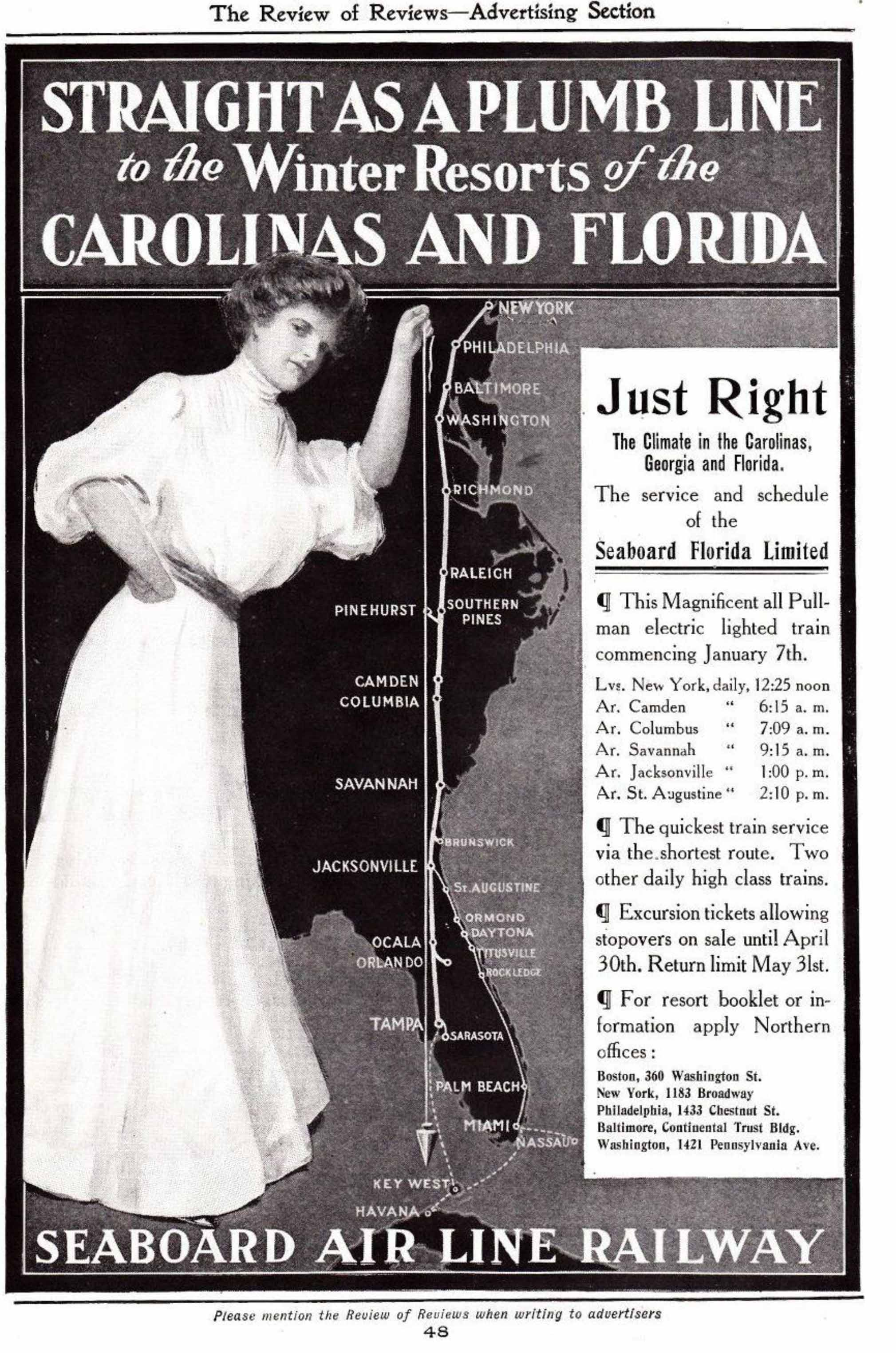
1902年，海岸航空线铁路的一张广告，标榜前往佛罗里达的最短的路线、最快的列车。

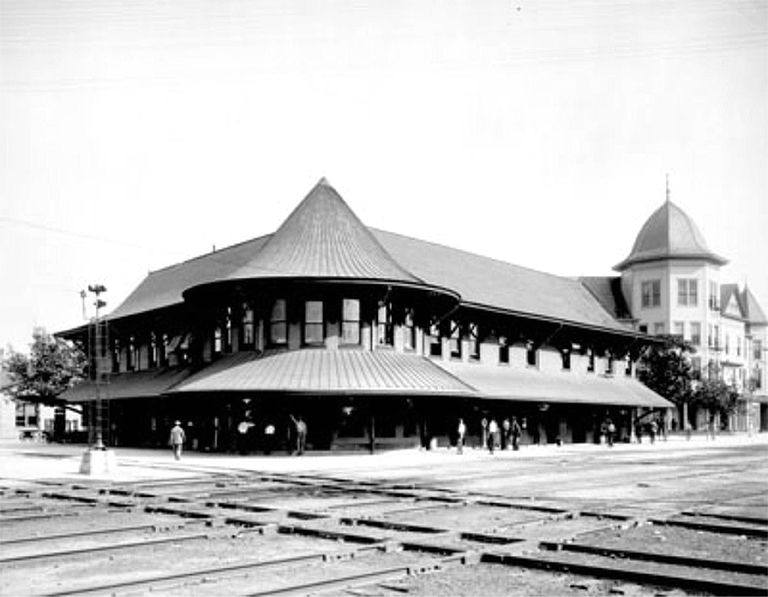
约1915年的海岸车站和酒店，位于北卡罗来纳州哈姆雷特，海岸航空线铁路的两条主要干线在此交汇。

1900年4月14日，海岸航空线铁路公司（Seaboard Air Line Railway）正式成立，整合了19家原本独立营运的铁路公司，并掌握了它们全部或大部分的股份。该公司的成立由约翰·斯凯尔顿·威廉姆斯领导，他并且成为了海岸航空线铁路公司的首任总裁。同时，曾在南方多次铁路合并中发挥重要作用的姆斯·H·杜利（James H. Dooley）也加入铁路公司管理层，并担任执行委员会主席。海岸航空线铁路成立后，开始积极宣传其南北铁路通道，向市场提出了“佛罗里达—西印度快线”（Florida-West India Short Line）的口号，强调其铁路连接佛罗里达州和加勒比地区的重要性。这条线路的建立为北方旅客前往佛罗里达度假胜地提供了更便捷的交通，也促进了佛罗里达的经济发展。
1900年6月3日，海岸航空线铁路正式开通纽约和佛罗里达坦帕之间的直通客运服务。这条路线由多个铁路公司联合营运，纽约至华盛顿特区区段经由宾夕法尼亚铁路运行，华盛顿特区至里士满区段经由里士满、弗雷德里克堡和波托马克铁路运行，里士满至坦帕区段经由海岸航空线铁路运行，不同公司之间的机车换挂作业在华盛顿和里士满车站进行。这一机车交路安排持续超过70年，直到1971年美国国家铁路客运公司（Amtrak）成立后才发生变化。这一服务的推出标志着海岸航空线铁路在东南部铁路网的重要地位，并加强了佛罗里达与美国东北部之间的交通联系。
1901年1月14日起，海岸航空线铁路推出了往返纽约和杰克逊维尔的全普尔曼豪华列车——佛罗里达与大都会特快号列车（Florida and Metropolitan Limited），这是当时唯一每日从纽约开往佛罗里达的列车，从纽约经费城、巴尔的摩、华盛顿等地直达杰克逊维尔，从纽约到杰克逊维尔的行车时间约为26小时55分钟，旅客并可转乘其他列车前往坦帕、棕榈滩等地。1903 年，这对列车在冬季改名为海岸佛罗里达特快号列车（Seaboard Florida Limited），在夏季改名为海岸佛罗里达快运号列车（Seaboard Florida Express）。
1900年7月1日，海岸航空线铁路正式控制了乔治亚和阿拉巴马铁路、佛罗里达中部和半岛铁路以及大西洋、萨旺尼河和海湾铁路（Atlantic, Suwannee River and Gulf Railroad）。这些合并大幅扩展了海岸航空线铁路在佛罗里达和美国东南部的铁路网络，为公司带来了更多的运输业务和市场份额。1903年，原本是以持股控制并单独营运的佛罗里达中部和半岛铁路正式并入海岸航空线铁路公司。此外，海岸航空线铁路于1904年收购了亚特兰大和伯明翰航空线铁路（Atlanta and Birmingham Air Line Railway），使海岸航空线铁路的铁路网络向西延伸至阿拉巴马州伯明翰。伯明翰是当时美国南方最大的钢铁和铁矿业中心，这次扩张增强了海岸航空线铁路的货运及盈利能力。
海岸航空线铁路成立后，继承了许多前身铁路公司的维护设施，但其中大部分已经过时，因此该公司着手对这些设施陆续进行改造。例如，位于弗吉尼亚州朴茨茅斯的修理厂于1903年因火灾被毁，随后进行了现代化改造。为了改善铁路南部地区的机车检修能力，海岸航空线铁路于1907年在佛罗里达州杰克逊维尔的西侧新建了一座机车修理厂，该设施后来成为海岸航空线铁路主要的内燃机车检修基地，并在1948年之后继续承担这一角色。与许多大型铁路公司不同，海岸航空线铁路没有集中建设一座庞大的中央修理厂，而是选择在多个主要枢纽车站的扇形机车库配备中型检修能力，以便更快捷地对机车进行日常维护和修理故障。这种模式提高了机车的可用性，并减少了长距离调度机车进行大修的时间成本。
虽然海岸航空线铁路在成立初期迅速扩张，但其财务状况并未如预期般亮眼。托马斯·福琼·瑞安（Thomas Fortune Ryan）是该公司成立前就反对威廉姆斯财团收购的投资者之一，他在1904年成功掌控了海岸航空线铁路。然而，瑞安的管理策略导致公司陷入财务困境。1907年金融恐慌爆发后，海岸航空线铁路公司陷入破产保护，瑞安被迫下台。在此期间，所罗门·戴维斯·沃菲尔德（S. Davies Warfield）成为该公司的接管人之一，并担任董事会主席。沃菲尔德是后来的温莎公爵夫人华里丝·辛普森的叔叔，他在海岸航空线铁路成立时协助威廉姆斯，并在1912年成为该铁路公司的最大股东。他的领导使公司逐步走出危机，并在1915年恢复稳定营运。
1917年，第一次世界大战导致美国铁路行业陷入严重的运力危机。为确保战时运输的效率，美国政府决定对全国的铁路进行统一管理。1917年12月28日，包括海岸航空线铁路公司在内的所有主要铁路都被美国铁路管理局（USRA）接管。在政府营运期间，海岸航空线铁路被主要用于运输军需物资、士兵和战时补给。然而，政府管理并未显著改善铁路的盈利能力，战后铁路公司普遍面临设备老化、维护成本上升等问题。1920年3月1日，海岸航空线铁路正式归还私人管理，进入新的发展阶段。
虽然海岸航空线铁路并非真正与航空运输有关，但到了20世纪20年代，随着飞机的发明和航空旅行的发展，这个名称逐渐引起了误解。由于其名称包含“Air Line”字样，不熟悉它的大众常常误以为它是一家航空公司。这种误解甚至引发了一些有趣的金融现象。例如在1927年，在查尔斯·林白成功完成跨大西洋飞行的壮举后，华尔街掀起了一股航空投资热潮。在这股热潮的推动下，许多投资者被海岸航空线铁路这个名字所吸引，误以为这是一家新兴的航空公司，并对其股票表现出了浓厚的兴趣。然而，当他们发现“海岸航空线”实际上是一家铁路公司时，投资热情随之迅速消退。

### 扩展佛罗里达铁路网络

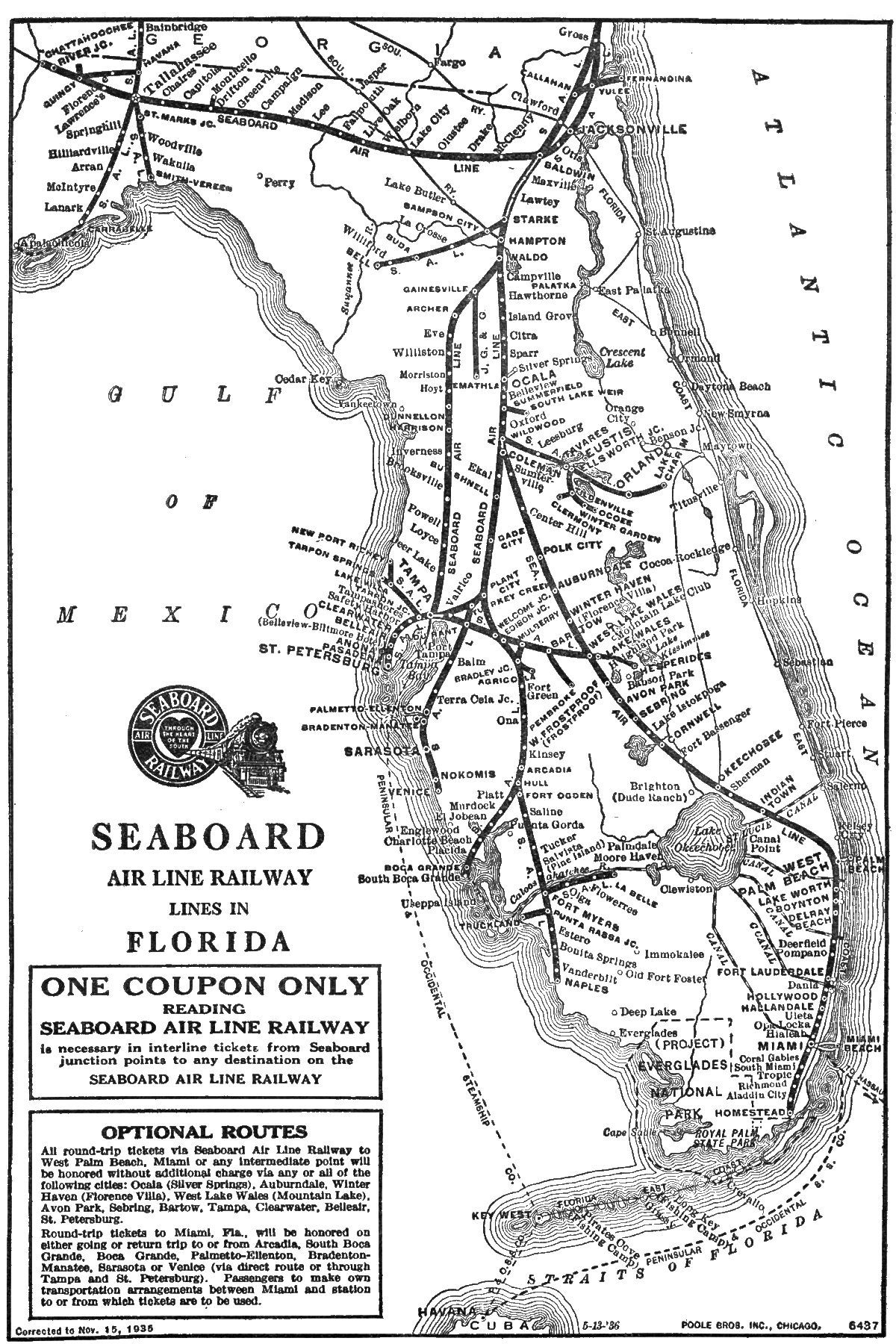
1936年海岸航空线铁路在佛罗里达州的路线图，显示了1920年代修建、通往南佛罗里达的延伸线。

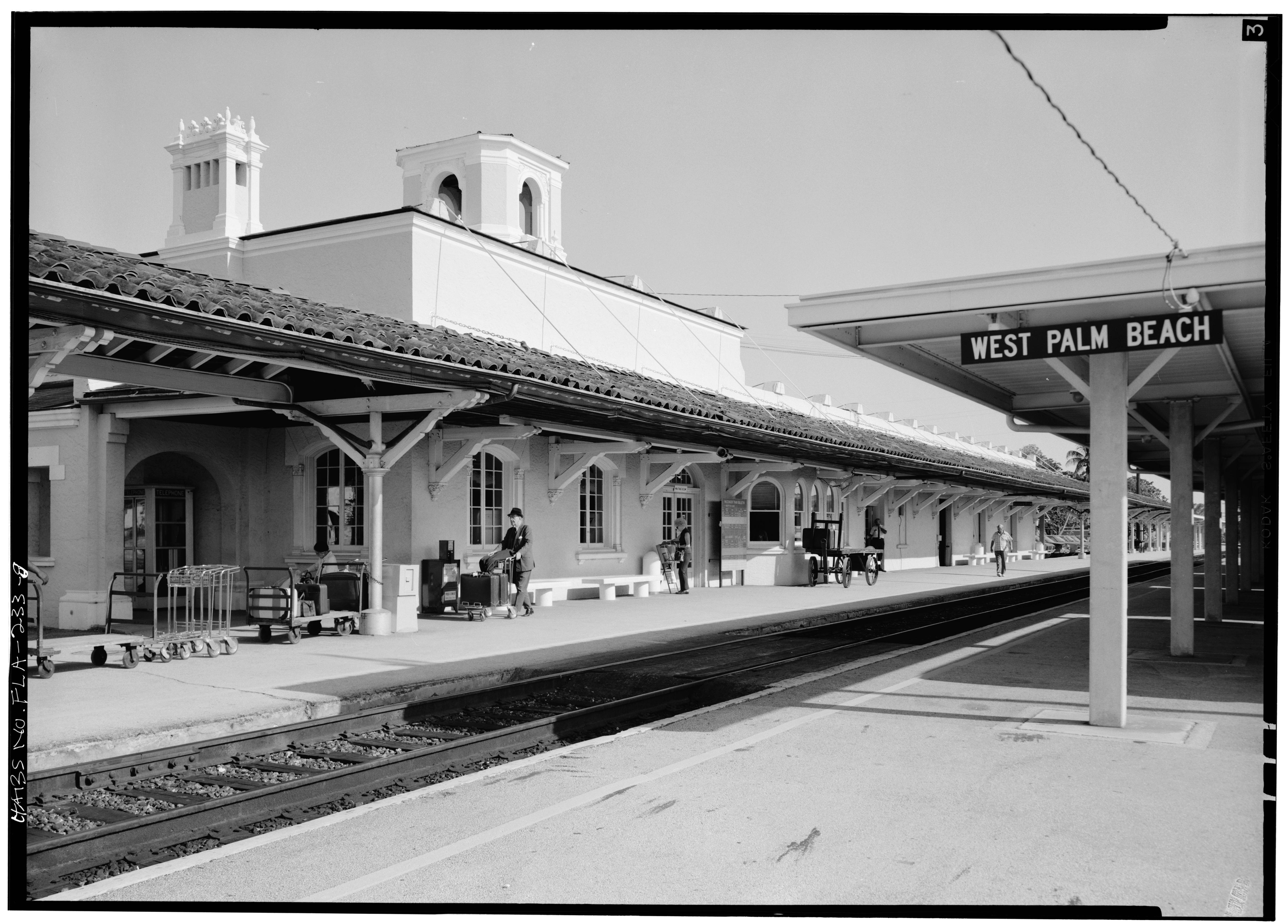
海岸航空线铁路西棕榈滩站

1920年代，随着佛罗里达州成为热门旅游和移民目的地，海岸航空线铁路的客运和货运业务大幅增长。在这一背景下，该公司总裁所罗门·戴维斯·沃菲尔德推动了大规模扩张计划，旨在与佛罗里达东海岸铁路和大西洋海岸线铁路一较高下。1924年，沃菲尔德启动了一项雄心勃勃的铁路延伸计划，修建佛罗里达西部和北部铁路（Florida Western and Northern Railroad），全长204英里，连接科尔曼至西棕榈滩。西棕榈滩长期以来是佛罗里达东海岸铁路的专属地盘，而海岸航空线铁路的这一延伸打破了前者的垄断。铁路穿过奥本代尔、温特黑文、锡布灵和印第安敦，沃菲尔德曾计划将印第安敦打造为海岸航空线铁路在佛罗里达的新南部总部。该铁路于1925年1月竣工，创造了创纪录的建设速度。
1925年，沃菲尔德宣布进一步扩展海岸航空线铁路的佛罗里达的网络，包括西棕榈滩至迈阿密的延伸线，以及阿卡迪亚经迈尔斯堡至那不勒斯的迈尔斯堡支线。1925年6月，海岸航空线铁路成立了子公司海岸-全佛罗里达铁路（Seaboard–All Florida Railway），专门负责这些新铁路的建设和管理。1926年1月，公司收购了夏洛特港和北方铁路（Charlotte Harbor and Northern Railway）。一个月后，迈尔斯堡支线的建设正式启动，线路从位于奥格登堡东北的赫尔分岔。1926年11月10日，首列货运列车驶入迈尔斯堡，随后通往那不勒斯的轨道也在同年12月完成铺设。与此同时，迈阿密延伸线亦于1926年1月在海厄利亚举行奠基仪式，并在同年12月建成通车并开始货运业务。
1927年1月7日，迈尔士堡支线正式开通客运服务。当天，沃菲尔德率领包括佛罗里达州州长约翰·马丁在内的政府官员和商界领袖，乘坐橙花特快号列车（Orange Blossom Special），从阿卡迪亚出发前往那不勒斯，向各界展示海岸航空线铁路在佛罗里达的全新铁路网络。次日，另一列橙花特快号列车以同样的方式庆祝西棕榈滩至迈阿密延伸线的开通。这场为期两天的庆典活动，被认为是美国铁路史上规模最大的公共宣传活动之一。1927年4月，迈阿密延伸线继续向南推进至霍姆斯特德，成为海岸航空线铁路网的最南端终点站。此外，沃菲尔德还邀请哈维与克拉克建筑事务所设计一系列采用地中海复兴风格的火车站。这些火车站如今已成为历史建筑，分布在西棕榈滩、德拉海滩、迪尔菲尔德海滩、劳德代尔堡、好莱坞、海厄利亚、那不勒斯、霍姆斯特德等地。

### 破产保护与复苏时期

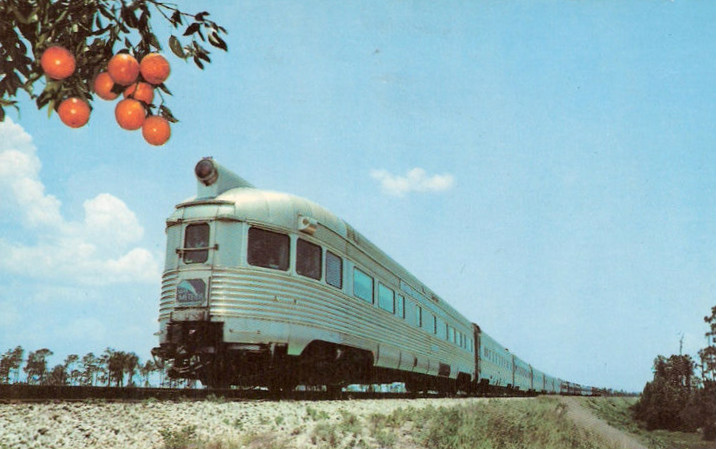
海岸航空线铁路的银色流星号列车

沃菲尔德于1927年10月去世后，该公司的财政状况逐渐恶化。1929年，华尔街股市崩盘，结束了佛罗里达房地产热潮，铁路货运业务急剧萎缩。海岸航空线铁路在沃菲尔德在任时期投入巨资扩张规模，但由于经济大萧条，客货流量下降，公司陷入困境。1930年12月，海岸航空线铁路公司正式申请破产保护，弗吉尼亚州诺福克的联邦法院接管了铁路公司，并在未来14年半内对其进行监管。莱格·R·鲍威尔（Legh R. Powell）成为海岸航空线铁路的托管人，并致力于恢复公司财务状况。1930年代，虽然公司财务紧张，但海岸航空线铁路通过联邦政府复兴金融公司提供的贷款，积极展开现代化改革、更新铁路设备，包括采购新的货运蒸汽机车，以及引进新型客运机车和翻新客运列车。
1930年代，受到经济大萧条的影响，海岸航空线铁路和其他铁路公司一样，都面临着吸引乘客重返铁路的挑战。在这一时期，海岸航空线铁路迅速察觉到大众对于铁路旅行舒适性的需求，率先在其长途客运列车上引入空气调节设备和可调节座椅，以改善乘客体验，提高在客运市场上的竞争力。海岸航空线铁路成为第一家在纽约至佛罗里达路线上推出流线型列车的铁路公司。1939年2月2日，海岸航空线铁路推出了银色流星号列车（Silver Meteor），这是一列由巴德公司新造的流线型列车，由E4型柴油机车牵引。最初，海岸航空线铁路仅购买了一组七节车厢的列车，每隔三天从纽约开出一班，交替往返于佛罗里达东海岸的迈阿密和西海岸的圣彼得堡。银色流星号一经推出便取得巨大成功，短短几个月后，海岸航空线铁路于1939年7月订购了两组新列车，并在同年12月实现每日运行。这一创新让竞争对手南方铁路和大西洋海岸线铁路措手不及，许多乘客纷纷选择海岸航空线铁路，而报纸则批评其他铁路公司设备陈旧、服务落后。银色流星号的成功不仅巩固了海岸航空线铁路在美国东岸南北之间铁路市场的地位，也标志着美国铁路进入流线型列车时代。
第二次世界大战爆发后，佛罗里达的铁路运输需求空前增长。1942年，美国国防运输办公室（Office of Defense Transportation）开始介入铁路营运，以应对前所未有的运输需求。为缓解客运压力，海岸航空线铁路扩大了银色流星号的编组，并新增了一列先行银色流星号（Advance Silver Meteor）。战时铁路的需求主要来自于军用运输、商务旅游、汽油配给政策，以及仍然繁荣的佛罗里达旅游业。1944年，单单银色流星号列车带来的利润就超过800万美元，几乎等同于海岸航空线铁路在1933年整个公司亏损的总额。海岸航空线铁路在这段时期不仅成功应对了运输压力，也奠定了其战后发展的坚实基础。1946年8月1日，海岸航空线铁路以5200万美元的价格售予债权人，正式走出破产托管时期，迎来了新的发展阶段。此时，莱格·里士满·鲍威尔（Legh R. Powell, Jr.）担任公司总裁，公司掌控了3858英里的铁路干线，并通过政府的重建金融公司贷款进行现代化改造。由于战时业务的繁荣，海岸航空线铁路公司重新恢复了盈利，并在战后采用稳健的发展策略，逐步改善铁路轨道、信号系统和列车设备。

### 二战后的技术进步和企业整合

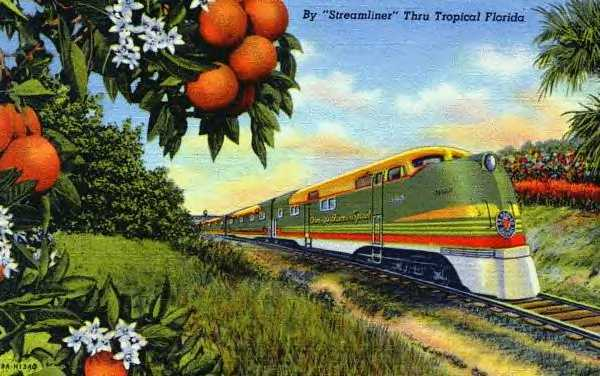
明信片展示了前往佛罗里达的流线型列车，以及1939年至1954年间海岸航空线铁路在柴油机车上使用的“柑橘”涂装。

二战结束后，海岸航空线铁路意识到柴油机车在经济性和效率上的优势，并迅速推进了铁路系统的现代化。相比于蒸汽机车，柴油机车的运行成本更低，维护更方便，且更适合长途运输。因此，海岸航空线铁路在1940年代末期开始逐步淘汰蒸汽机车，并在1953年全面实现主要干线的牵引动力内燃化，成为美国最早完成这一转型的铁路公司之一。与此同时，海岸航空线铁路还在1950年代开始应用调度集中系统，大幅提升了铁路运行的安全性和效率。调度集中系统的引入使得调度中心可以远距离控制铁路信号，减少人工操作的需求，提高列车调度效率，并减少列车之间的冲突和延误。战后的海岸航空线铁路不仅在客运服务上保持高水平，其货运业务也在南部工业化和矿产运输的推动下迅速增长。其中，磷矿石的运输占SAL总货运量的五分之一，这些矿石主要用于生产化肥，成为铁路收入的重要来源。从1940年代末到1960年代，凭借先进的列车设备、优质的服务和稳定的经营策略，海岸航空线铁路的货运和客运收入持续增长，其盈利能力甚至超过了许多竞争对手，成为美国东南部最具竞争力的铁路公司之一。
尽管海岸航空线铁路在技术上保持了竞争力，但自1950年代起，美国铁路行业面临前所未有的挑战。随着民用航空业和公路运输的兴起，以及州际高速公路系统的落成，铁路客运和货运市场逐渐萎缩。海岸航空线铁路的客运业务尤其受到影响，越来越多的旅客选择更便捷的飞机或汽车旅行，导致铁路客运收入大幅下降。1960年，该公司的货运净吨英里数达到99.1亿，而旅客运输英里数仅为4.84亿。与其他铁路公司不同，海岸航空线铁路并未削减客运业务，而是继续维持优质的客运服务，甚至在佛罗里达东海岸铁路放弃客运业务后，海岸航空线铁路购买了佛罗里达东海岸铁路除卧铺车外的大部分流线型客车。面对铁路客运需求的下降趋势，海岸航空线铁路采取了一项战略举措：与长期竞争对手——大西洋海岸线铁路合并。早在1958年，海岸航空线铁路就首次提出与大西洋海岸线铁路合并的设想，希望通过整合资源、减少重复路线、提高营运效率，以对抗航空和公路运输的竞争。然而，该合并计划直到1967年才获得州际商务委员会的批准，并于同年7月1日正式生效，合并后的公司命名为海岸沿海线铁路（Seaboard Coast Line Railroad），新名称来自于是两家公司的简称组合，反映了两家铁路公司长期以来的品牌认知。

### 进入家族铁路及CSX体系
随着铁路客运的持续衰退，美国政府决定成立一家全国性的铁路客运公司，以接管各大铁路公司的客运业务。1971年5月1日，海岸沿海线铁路将其所有客运业务移交给新成立的美铁（Amtrak）。美铁继续营运原属于海岸航空线铁路的两对著名列车——银色流星号列车（Silver Meteor）和银星号列车（Silver Star），并保留了原本由大西洋海岸线铁路营运的冠军号列车（Champion）。然而，佛罗里达的其他客运列车大多被削减，反映了铁路客运的进一步萎缩。与此同时，海岸沿海线铁路开始与其他铁路公司展开更紧密的合作。1972年，海岸沿海线铁路与其企业关联公司，包括路易斯维尔和纳什维尔铁路、乔治亚铁路、亚特兰大和西点铁路、阿拉巴马西部铁路和克林奇菲尔德铁路，联合组成“家族铁路系统”（Family Lines System）。虽然“家族铁路”是一个市场推广策略，而不是正式的企业或法律实体，但这一品牌统一了各公司的形象，并在车厢和设备上采用统一的标志和涂装。
随着美国铁路行业的进一步整合，海岸沿海线铁路及其家族铁路系统在1980年代迎来了最终的合并进程。1980年11月1日，家族铁路系统与切西系统共同成为新成立的CSX公司（CSX Corporation）旗下的子公司。尽管两者仍以独立铁路公司的形式营运，但CSX的成立标志着美国东南部铁路行业的大规模整合进入尾声。在随后的几年里，海岸沿海线铁路旗下的法律实体逐步整合。1982年12月29日，所有家族铁路系统的公司正式合并，组成新的海岸系统铁路（Seaboard System Railroad），结束了“家族铁路”作为独立品牌的历史。这一整合进一步减少了管理成本，提高了营运效率，为最终的大规模铁路合并奠定了基础。1986年7月1日，海岸铁路系统更名为CSX运输（CSX Transportation），正式成为CSX的核心铁路部门。1987年8月31日，CSX完成对切西系统的合并。从此，海岸航空线铁路以及其后继公司完全融入CSX体系，成为美国东南部铁路行业的重要组成部分。